# دزینتار کلاوان
دزینتار کلاوان (استونیایی: Dzintar Klavan؛ زادهٔ ۱۸ ژوئن ۱۹۶۱) بازیکن فوتبال اهل استونی است.
از باشگاه‌هایی که در آن بازی کرده‌است می‌توان به باشگاه فوتبال فلورا تالین و باشگاه فوتبال ویلیاندی تولویک اشاره کرد.
وی همچنین در تیم ملی فوتبال استونی بازی کرده‌است.